# Tylodesmus amoebus
Tylodesmus amoebus är en mångfotingart som beskrevs av Orator Fuller Cook 1896. Tylodesmus amoebus ingår i släktet Tylodesmus och familjen Chelodesmidae. Inga underarter finns listade i Catalogue of Life.